# 慕舆虔
慕輿虔（?—?），五胡十六国時代前燕人物，封零陵公，其子慕輿常。
慕輿虔在前燕担任中軍将軍。365年三月，前燕攻克洛陽，东晋的守将揚武将軍沈勁（沈充之子）被俘。沈勁神气自若，太宰慕容恪想要赦免他。慕舆虔说："沈勁虽是奇士，但看他的志度，最终不为我所用，现在赦免他，必为后患。"慕容恪于是听了他的话，将沈勁杀死。